# Армия Византийской империи

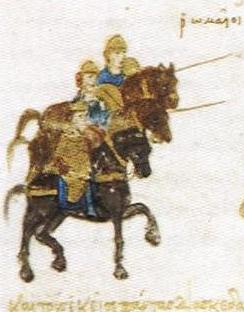
Византийские воины, атакующие болгарскую столицу Преслав. Миниатюра из рукописи «Хроники» Иоанна Скилицы. XII в.

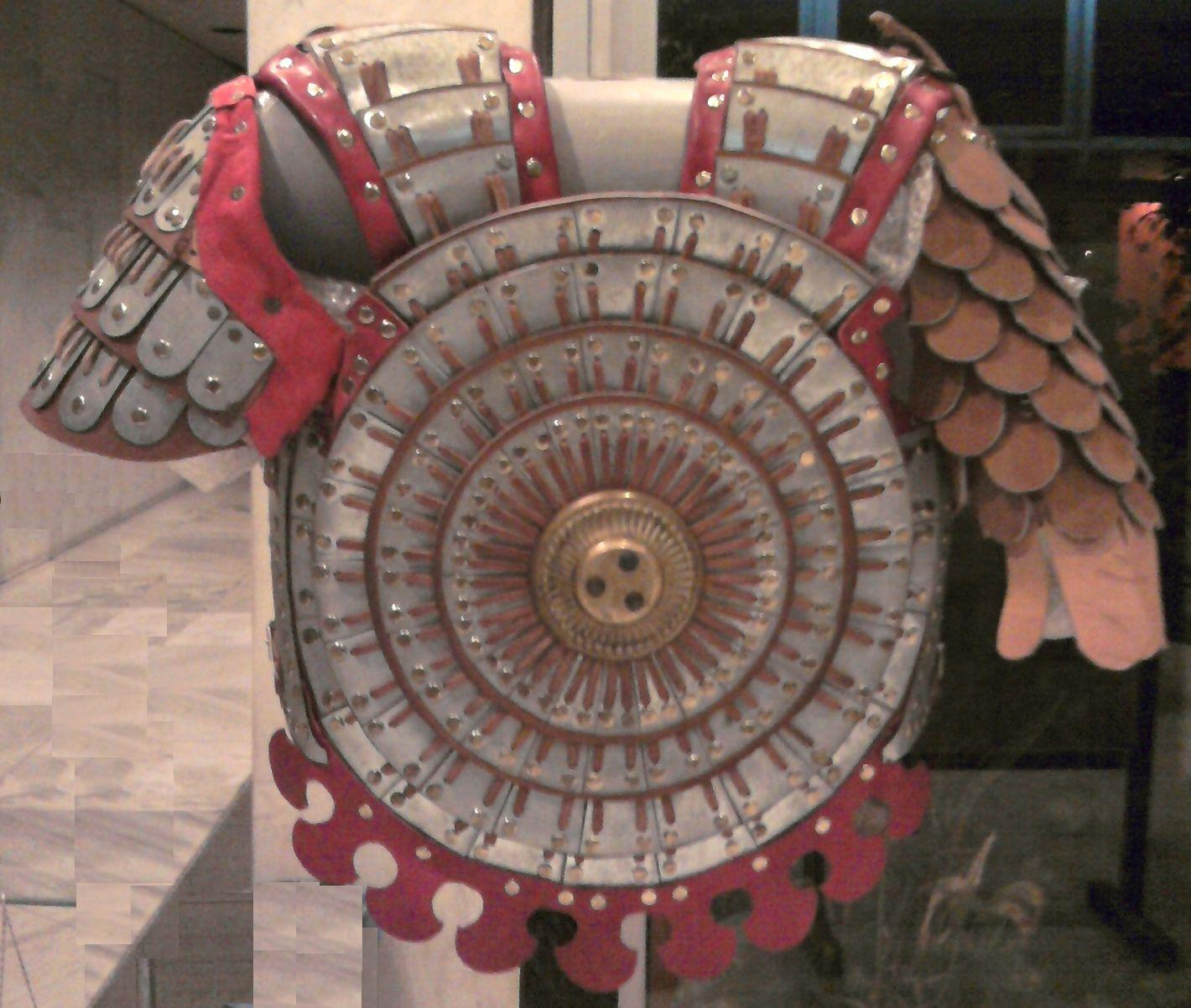
Современная авторская реконструкция византийского ламеллярного доспеха кливания (ед. число Κλιβάνιον)

Армия и флот Византийской империи на протяжении столетий обеспечивала безопасность границ государства и поддерживала внутренний порядок в империи. 
Особенности военного дела в Византийской империи соответствовали общему развитию византийского общества, а, кроме того, византийская армия и византийская военная мысль были наследниками позднеантичных военных традиций. Эта преемственность выражалась как в организации и вооружении войск, так и в разработке стратегии и тактики. Одновременно военная организация должна была всё время находить ответ на новые военные задачи, поскольку Византийская империя на протяжении большей части своей истории находилась в состоянии войны. Тем не менее, общее разложение и упадок империи непосредственным образом затронули и армию, вследствие чего Византия в XIV—XV вв. оказалась неспособной противостоять вторжениям турок-османов и потеряла независимость, став частью молодой Османской империи.

## История развития вооружённых сил Византии

### IV—VII века

#### До Юстиниана
На протяжении всей истории Византии организация её войска претерпела многие изменения, бывшие как следствием развития общественных отношений, так и ответом на вызовы, которые ставили перед ней разнообразные внешние и внутренние угрозы. В начале византийской истории в военной организации сохранялись черты, унаследованные от военной организации поздней Римской империи. Долгое время (приблизительно до VII века) сохранялось римское деление на легионы. Тяжелейший кризис империи отразился и на армии. Войска были деморализованы и разложены настолько, что императоры отказывались от проведения каких-либо крупных наступательных операций. Значительную часть армии составляли наёмные отряды германцев. Армиями командовали магистры. Под их началом служили конные и пешие полки (гвардейские и армейские конные полки и легионы, а также вспомогательные подразделения). Помимо них, в византийской армии имелись также пограничные подразделения, представлявшими собой ополчения под командованием дуксов (вождей). Легионы исчезли к началу VII века, вместо пехоты главной силой византийской армии стала конница.

#### Армия в период реформ Юстиниана
Некоторую стабильность и подъём византийская армия пережила во время реформ императора Юстиниана. Ко времени правления Юстиниана империя благодаря стабилизации экономики была в состоянии содержать хотя и небольшие, но хорошо вооружённые и обученные воинские контингенты. Армия была реорганизована в связи с требованиями времени и текущей ситуации, которая была непростой. На византийскую тактику, вооружение и воинскую организацию сильнейшее влияние оказала Персия. Армия подразделялась на полевую армию (состоявшую, главным образом, из комитатов и федератов при поддержке союзников-варваров) и гарнизонные части. Постепенно исчезали легионы и алы, которые сменялись более мелкими пехотными и кавалерийскими отрядами-нумериями (тагмами). Византийские войска были подразделены на отряды-нумерии численностью 200—400 воинов под командованием офицеров-трибунов. В каждом провинциальным городе располагались 1-2 нумерия.
Наёмные кавалерийские войска подразделялись на лёгкую конницу федератов и тяжёлую конницу катафрактариев, появившихся под влиянием Персии. Отряды конных лучников-гиппотоксатов составляли воинскую элиту империи. Полевую армию составляли так называемые комитаты. Зачастую они были ненадёжны, так как были более преданны своим командирам-вербовщикам, принося клятву верности им, а не императору. Таким образом, надёжность комитатов зависела прежде всего от верности их командиров императору. Тем не менее, комитаты были основой для формировании будущей постоянной армии. Ядром комитатов были букелларии — личная гвардия императора и дружины частных лиц, возникшие в конце IV - начале V веков. При Юстиниане престиж службы и привилегии военным возросли, благодаря чему Византия в многочисленных войнах могла опереться и на собственные контингенты. В отрядах федератов, помимо варваров, стали служить и жители империи. Основными источниками рекрутов были Южная Анатолия и Иллирия. Повысился процент добровольцев. Тем не менее, германские наёмники продолжали составлять значительную часть армии. Лучшие тяжеловооружённые кавалерийские части формировались из готов. В 575 году было сформировано элитное подразделение из готов, получившее название «оптиматы». Оно было расквартировано в Вифинии в VI—VII вв. В армии было много остготов, переселившихся в империю из Италии под натиском лангобардов. Они служили преимущественно в коннице. Остальные остготы служили лучниками в пехоте. Помимо готов, в византийской армии служили выходцы из Судана, а также берберы, арабы и гунны.
В целом армия при Юстиниане состояла из следующих частей:
1. Гвардия, расквартированная в столице империи
2. Комитаты позднеримской полевой армии. При Юстиниане они назывались стратиоты. Регулярная армия империи.
3. Лимитаты. Несли службу на границах и в пограничных гарнизонах. Этот род войск существовал ещё со времён позднеримской армии.
4. Федераты. Наёмники из числа германских добровольцев.
5. Союзники. Преимущественно германские племена, гунны и т. д.
6. Букелларии. Наёмные дружины императора и частных лиц.

Общая численность византийской армии этой эпохи оценивается в 150 000 человек. Полевая армия обычно насчитывала 15-25 000 воинов.

#### Армия после Юстиниана

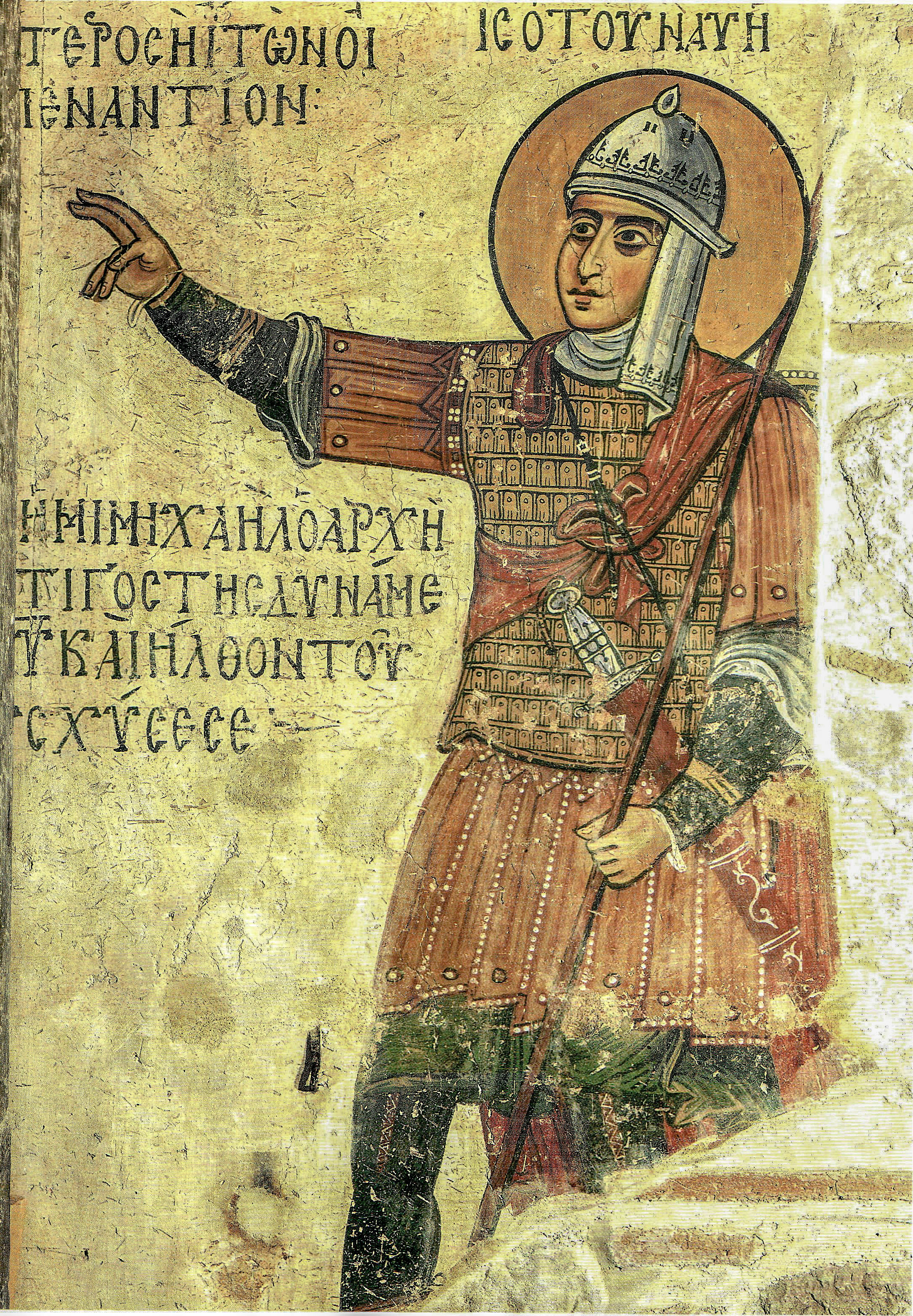
Иисус Навин в образе византийского воина в ламеллярном доспехе. Фреска из монастыря Св. Луки в Беотии. X в.

После смерти Юстиниана в армии произошли некоторые изменения. Букелларии и другие гвардейские части были переведены в регулярную армию. Элитные подразделения были представлены схолами (Scholae), кандидатами (Candidati) и доместиками (Domestici). Позднее малоэффективные сколы были сменены полком экскубиторов. На начальном этапе формирования это был небольшой отряд численностью 300 воинов, созданный императором Львом I. На протяжении 200 лет экскубиторы были эффективным и боеспособным подразделением, и только в начале VII века превратились в церемониальный полк. Армия была подразделена на декархии, состоявшие из более мелких подразделений под командованием офицеров низшего ранга. Прежние центинарии, позднеримские преемники центурионов, стали называться экатонтархами. Командиры низшего и среднего звена подчинялись иларху. Одной из низших офицерских должностей была должность лохага (или декарха), затем следовали должности пентарха и тетрарха. Их выбирали из самых храбрых и умелых воинов. Все солдаты, кроме гвардейцев, носили стандартную белую униформу.

#### Тактика
Основу армии составляла конница, подразделявшаяся на отряды копьеносцев и конных лучников. Соответственно с этим тактика византийской армии была во многом ориентированна на преобладание конницы над пехотой. Главный удар наносила тяжёлая конница (катафракты и клибанарии), задачей лёгких конных лучников было изматывание противника до нанесения решающего удара тяжёлыми кавалеристами. Пехоте отводилась вспомогательная роль. В функции тяжёлой пехоты входила оборона. В боевом построении центр, в отличие от флангов, был малоподвижен. Полководцы также выделяли резерв. Лёгкая пехота, вооружённая луками, пращами и дротиками, широко применялась как в обороне, так и в нападении. Византийские полководцы использовали сложные тактические построения на поле боя. Тем не менее, распад армии шёл непрерывно вплоть до проведения фемной реформы.

### VII—XII века

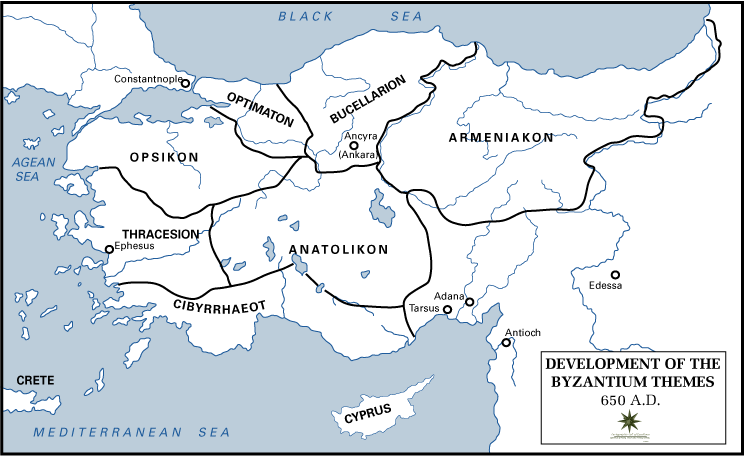
Фемная система в Византийской империи

В VII веке в византийской военной организации произошли фундаментальные изменения. В провинциях были учреждены фемы как базы для формирования частей провинциальных армий, а в столице были организованы элитные подразделения — тагмы. Это были основы для формирования хорошо вооружённой регулярной армии. Ядром фемного ополчения были хорошо вооружённые кавалерийские части. Несмотря на то, что выходцы из фемов зачастую получали высокие посты, основным источником пополнения кадров старших офицеров оставалась гвардия. Доместики были включены в состав схолов, которые в конце VIII века вновь начали исполнять боевые функции. Каждая тагма состояла из 300 воинов. Десять тагм составляли полк — мерос. Приблизительно 2 тагмы составляли мору (moera). Теоретически армия состояла из 3-х меросов. При императоре Никифоре I (802—811) тагмата была разделена на провинциальную и столичную. Воины из тагматы были лучше оплачиваемы, чем обычные воины, и имели, соответственно, лучшее вооружение. В соответствии с законом они были избавлены от наказаний за многие проступки.
В «Стратегиконе» императора Маврикия детально рассмотрены вопросы дисциплины, моральной подготовки и организации солдат. Недостаток войск требовал постоянной переброски армии с одного фронта на другой, подчас на другой конец империи. Византийские легковооружённые лучники и метатели дротиков использовали тактику, сходную с тактикой славянских воинов. В бою их поддерживала тяжёлая пехота. Лучшим тактическим построением считалось такое, в котором тяжёлая конница располагалась в центре, а легковооружённые конные лучники — на флангах. Дисциплина в византийской армии была на порядок ниже, чем в армиях Сасанидского Ирана и Арабского халифата. Со временем в результате длительных войн с арабским миром конные лучники были постепенно сменены конными копьеносцами. В VII—VIII вв. стандартное построение выглядело следующим образом: в центре располагалась пехота, позади пехоты — тяжёлая конница, на флангах — лёгкая конница. Во время боя тяжёлая конница выдвигалась вперёд через разрывы в рядах пехоты. Собственные части конных лучников просуществовали до IX века и были сменены впоследствии наёмниками из числа тюркоязычных кочевников. Неспособность противостоять в открытом поле регулярным армиям халифата способствовала развитию у греков особой тактики партизанской войны, заключавшейся в нападении на отягощённого награбленным добром противника преимущественно в горной местности. Важнейшую роль в этой тактике играли сообщения и коммуникации.
Классическим периодом в истории византийского войска считается период от VII века до падения Константинополя в 1204 году. Хотя на протяжении этого периода происходили разнообразные изменения в формировании и организации армии, оставалось достаточно стабильное организационное ядро. Общее деление армии, исключая флот, было приблизительно таким:
- Катафрактарии (тяжёлая конница)
- Трапезиты (лёгкая конница)
- Скутаты (тяжёлая пехота)
- Псилы (лёгкая пехота)

В X веке основой военного набора были стратиотское ополчение и фемная система. Переход к фемной системе набора войска обеспечил стране 150 лет успехов в войнах, но финансовое истощение крестьянства и его переход в зависимость от феодалов привели к постепенному снижению качества войск. Система комплектования была изменена на западную — то есть типично феодальную, когда знать была обязана поставлять воинские контингенты за право владения землёй. На первые роли выступают тяжеловооружённые катафракты (хотя конница всегда играла основную роль в византийской армии), для вооружения которых нужны были намного большие средства. В конечном итоге постепенно (к XII веку) оформляется прониарная система. Прониарий (владелец пронии), как правило, был тяжеловооружённым всадником. Отправляясь на службу, прониарии брали собой свиту из родственников, друзей и слуг. Некоторые пронии не приносили много дохода, и их владельцы служили в пехоте или лёгкой коннице. Постепенно роль прониариев падала.
Фема под командованием стратега делилась на 3 турмы под командованием турмархов. В состав турмы входили несколько банд под командованием друнгариев. Банды состояли из сотен (гекатонтархиев, кентархий, или кентурий), лохов, полулохов и десятков (декархиев).
Ниже приведён организационный и командный состав Фракийского военного округа-фема (902—936 гг.):
| Название     | Численность | Состав                   | Командующий           |
| ------------ | ----------- | ------------------------ | --------------------- |
| Фема         | 9600        | 4 мероса                 | Стратег               |
| Турма, мерос | 2400        | 6 друнгов                | Турмарх               |
| Друнг        | 400         | 2 банды                  | Друнгарий             |
| Банда        | 200         | 2 центурии               | Комит                 |
| Центурия     | 100         | 10 контуберний           | Гекатонтарх (кентарх) |
|              | 50          | 5 контуберний            | Пентеконтарх          |
| Контуберния  | 10          | 1 авангард + 1 арьергард | Декарх                |
| Авангард     | 5           | -                        | Пентарх               |
| Арьергард    | 4           | -                        | Тетрарх               |

Основной организационной единицей была тагма численностью 300—1000 человек. Постепенно (с XII века) всё большую роль стали играть эскадроны-аллагионы, предводительствуемые командирами-аллагаторами. Численность аллагиона составляла около 50 всадников. Постепенно число воинов в подразделении увеличилось до 300. Аллагион делился и на более мелкие подразделения. В бою аллагионы объединялись, формируя таксисы, синтаксисы или лохи. Нередко такое объединение называли тагмата, создавая тем самым большую путаницу в названии подразделений.

### Армия поздней империи
В дальнейшем армия и флот приходят во всё больший упадок, а в самом конце представляют собой главным образом наёмные формирования. В 1453 году Константинополь с населением в 40 тыс. человек смог выставить лишь 5-тысячную армию (и 2-4 тысячи наёмников). С IX века константинопольские императоры нанимали вначале русов, а затем и других иноземцев в свою армию.
Варяжская гвардия была одним из трёх крупнейших «варварских» (иноземных) воинских соединений Византии. Она была одним из немногих подразделений, сражавшихся в византийских войсках вплоть до падения империи. Провинциальная (организованная по фемной системе) армия поначалу уступала по численности тагмате, но, начиная с XII века, это соотношение постепенно уравнивается. Для того, чтобы снять расходы по содержанию тагматы, каждую зиму она переводилась из одной провинции в другую. Таким образом, различия между провинциальной и столичной армией постепенно стирались. Многие отряды провинциальных войск вошли в состав тагматы. При императоре Михаиле VIII Византия вновь стала в массовом порядке привлекать на службу наёмников и формировать из них армию, что привело к истощению казны. Император Андроник II в связи с этим вынужден был резко сократить расходы на содержание армии. Национальный элемент армии перестал играть какой-либо роли. Прониарная система изжила себя к XIV веку и практически прекратила своё существование.

## Командование

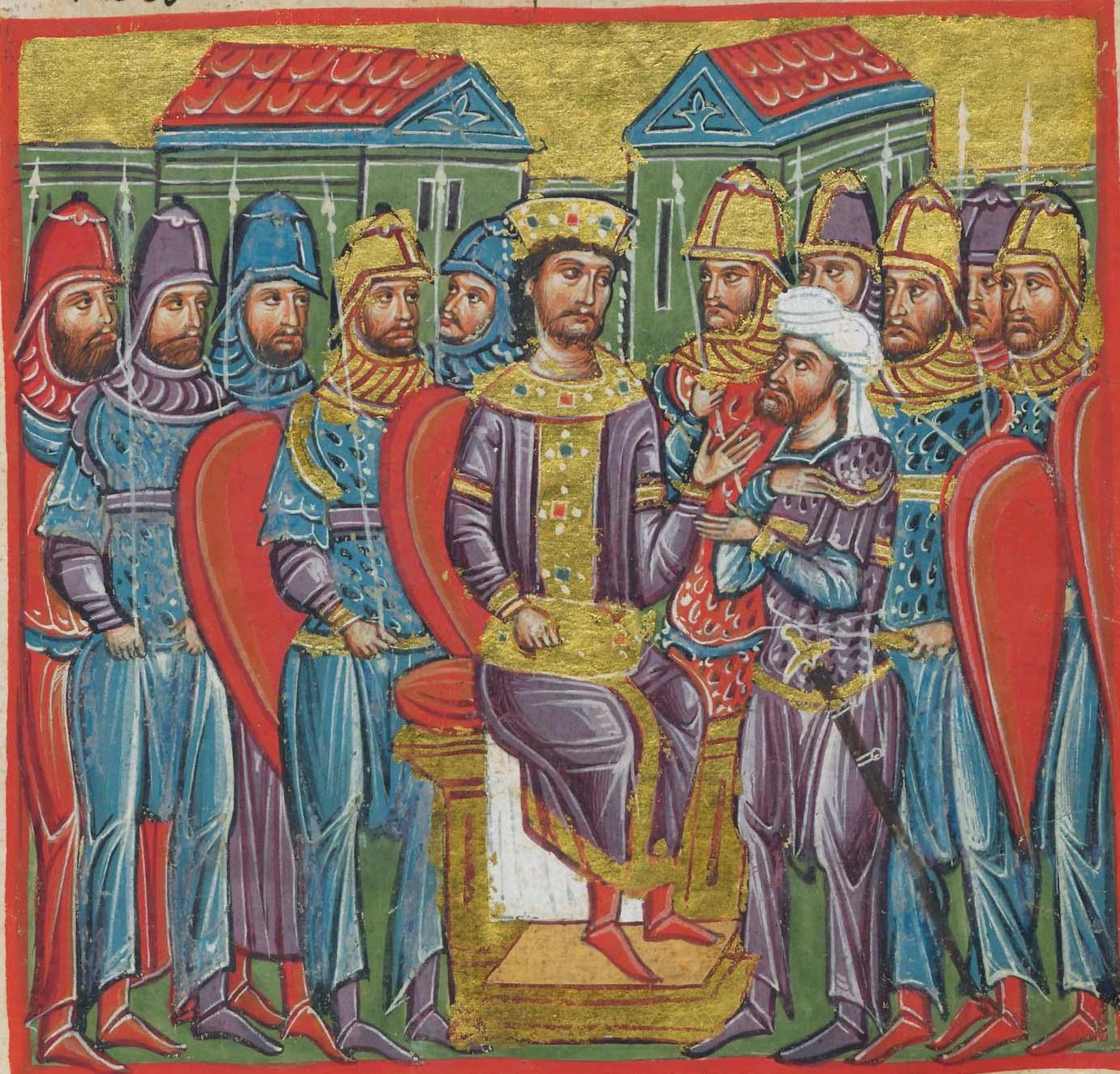
Византийские воины XIV в. Миниатюра рукописи «Романа об Александре»

Верховным командующим византийских войск был император, который лично возглавлял все важнейшие военные кампании и экспедиции. Существовала сложная система военной иерархии чинов, описанная в «Книге офицеров» Псевдо-Кодина (1355). Следом за императором в ней идут деспот, себастократор, цезарь, мегас доместикос («великий доместик» — аналог премьер-министра), мегас дукс («великий герцог» дословно — примерно соответствует статусу генералиссимуса), логофет дрома (дословно «знающий всё о дорогах» — министр путей сообщения и почты), мегас стратопедарх (префект ополчения, ответственен за комиссариатскую службу), мегас приммикериос (командующий императорским кортежем), мегас коноставлос (дословно «главный конюшенный» — полный аналог французского коннетабля: формально начальник всей конницы, фактически же — фельдмаршал — при отсутствии главкома-императора командующий всеми войсками), мегас друнгариус (адмирал флота — командующий всеми морскими силами), и т. д.
Особая и более детальная структуризация воинских чинов и званий Византии появляется со введением в VII—VIII веках фемной системы. Обширные районы империи, остававшиеся с римских времён, «диоцезы», разделялись на более мелкие территории называемые «фемами». Фему возглавлял стратиг, объединявший в своей должности всю военную и административно-хозяйственную власть на территории фемы. При этом в обязанности стратига фемы входили подготовка и формирование заданного количества и типов войск фемы, определяемых высшим руководством. Войска различных фем в связи с этим весьма отличались по составу и структуре, так, например, тяжёлую панцирную конницу и тяжёлую пехоту традиционно поставляли европейские фемы (Фракия и Македония), лёгкую конницу и лучников — азиатские фемы (Опсикий, Армениак, и.т.д.), Кивэрриотская фема (южный берег Анатолии) специализировалась исключительно на подготовке флота и моряков. В рамках фемых войск после стратега средние звенья командования составляли мерархи и турмархи, друнгарии, комиты и кентархи, а низшее — «унтер-офицерские чины»: лохагосы, декархи, пентархи и тетрархи.
Помимо чисто должностных рангов, в Византии долго и устойчиво существовали и личные, так сказать «офицерские чины». Основным «офицерским званием», обладатель которого автоматически причислялся к дворянству, являлось звание «спафария», которое можно перевести как «меченосец» или «обладатель меча, шпаги» («спафос» — по-гречески меч или шпага). Существовало также и нижняя степень «спафария» — «протоспафарий» («подспафарий» дословно), которое обычно присваивалось людям незнатного происхождения с дальнейшей перспективой производства в полный чин «спафария». Лицо в звании спафария как правило занимало средние ранги должностей (начальники отрядов, крепостных гарнизонов, соединений в армии), но при этом его личный офицерский чин, присваиваемый василевсом (императором), мог играть роль при задействовании спафария в особых ответственных делах, таких как дипломатическая миссия, ведение переговоров, временное исполнение обязанностей на более высоких рангах.
Общее количество архонтов (эквивалент офицеров) в фемном войске средней численности (около 4 тыс. человек) составляли 1346 человек. Но количество командного состава не было постоянным: командующие назначались на должность перед каждой кампанией. Были разнообразные специальные должности и звания — бандофоры (знаменосцы), букинаторы (трубачи) и др. Система командных должностей была довольно сложной и запутанной, большинство должностей жаловались командирам по милости императора, при этом способности лица к заниманию ответственной должности не учитывалось. Возможность человека занимать определённую должность определяла его ранг в социальной структуре византийского общества, поэтому многие военные занимали также гражданские должности и посты. В связи с этим многие командиры сухопутных армий часто командовали флотом, в то время как флотоводцы нередко возглавляли сухопутные войска.
Кроме военного командования, своих должностных лиц имела также фемная канцелярия. Это были комит когорты, доместик феми, протонотарий, хартуларий и претор. Претор, как судья, имел право апелляции к самому императору.

## Численность и состав
| Год  | Численность |
| ---- | ----------- |
| 3001 | 343 000     |
| 457  | 335 000     |
| 518  | 301 000     |
| 540  | 374 000     |
| 559  | 150 000     |
| 641  | 129 000     |
| 668  | 129 000     |
| 773  | 80 000      |
| 842  | 155 000     |
| 959  | 179 000     |
| 1025 | 250 000     |
| 1143 | 50 000      |
| 1261 | ~ 30 000    |
| 1320 | 7000        |

Поздневизантийская армия состояла из 4-х главных частей: небольшой центральной армии (тагмата, состоявшая преимущественно из иностранных наёмников и включавшая императорскую гвардию), расквартированной в Константинополе, провинциальных армий, расположенных в разных частях империи преимущественно в гарнизонах крепостей, иностранных наёмников и вспомогательных сил, которые поставляли союзники и зависимые государства. Тем не менее, численность полевой армии была крайне низкой: в середине XIV вв. она составляла всего около 2000 воинов. В редких случаях она могла достигать и 10 000 воинов.

## Огнестрельное оружие

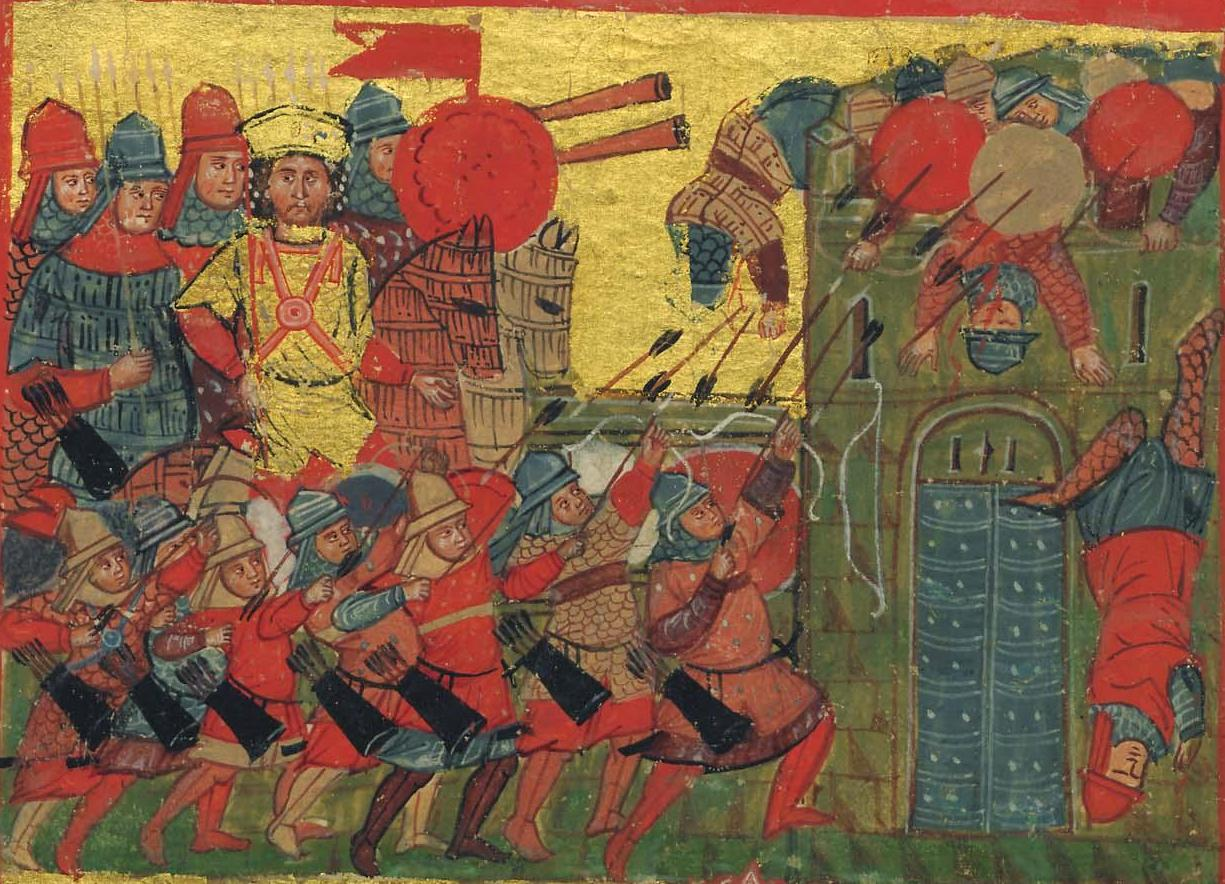
Осада города. Миниатюра рукописи «Романа об Александре». XIV в.

Византийцы сравнительно поздно стали использовать огнестрельное оружие. Большинство орудий были предметами импорта из Венеции и Генуи, так как в источниках не засвидетельствовано о самостоятельно налаженном производстве артиллерии в империи. Тем не менее, у византийцев были собственные названия огнестрельному оружию, в том числе ручному, которые являются производными от итальянских или турецких терминов. Как бы то ни было, нет свидетельств об использовании византийцами ручного огнестрельного оружия. Византийцы никогда не использовали артиллерию на поле боя, однако активно использовали пушки для обороны столицы в 1453 году.

## Наёмники
Наёмники и вспомогательные войска из иностранцев играли ведущую роль в византийских войсках с утратой Малой Азии, однако императоры испытывали постоянные трудности с оплатой этих воинов. Наёмники, по мнению византийцев, были более надёжны и менее подвержены бунтам и мятежам. Часть этих воинов оставалась служить в войсках империи на постоянной основе, другие только временно служили императорским войскам. Наём иностранных воинов заключался с санкций центрального правительства. Наёмники служили, главным образом, в центральных войсках. Аланы поставляли Византии высококвалифицированных легковооружённых конных стрелков. Часть из них была поселена во Фракии в 1301 году. Албанцы служили, главным образом, в кавалерии и воевали на пограничье под командованием своих собственных командиров. Армяне, грузины и болгары также составляли определённый процент наёмных и союзных вспомогательных сил. Менее значительную, но заметную роль играли также бургундцы, каталонцы и критяне. Большую роль в византийских войсках вплоть до начала XIV века играли половецкие (куманские) воины, воевавшие в качестве конных лучников.

## Конница

### Катафракты
Катафрактами (грец. κατάφρακτος) в византийской армии назывались тяжеловооружённые конные воины, которые появились под воздействием восточной, больше всего парфийской, тяжёлой конницы и вели своё происхождение от позднеримских клибанариев. Катафракты разделялись на номера (иногда арифмы или банды) — подразделения в 300—400 кавалеристов, которые являются эквивалентом современного батальона. Стандартным видом строя была византийская фаланга, при котором катафракты выстраивались в восемь-десять шеренг в глубину или, если армия была достаточно сильной, в четыре шеренги. Такая строевая тактика позволяла убедить противника в большой численности войска, хотя и была более приспособлена для пехоты. Другой формой строя катафрактов был клин, какой используется при лобовой атаке. Количество шеренг в таком строе было таким же, как и в фаланге, но количество воинов должно было расти в каждом новом ряду: в первом ряду было 25 катафрактов, во втором — 30, в третьем — 35, в четвёртом — 40 и в каждом следующем на 5 больше, чем в предыдущем. Первые три ряда были вооружены луками и пиками, а все последние пиками со щитами.

### Лёгкая конница
Лёгкие кавалеристы византийской армии назывались трапезитами. Они не носили доспехов, и лишь некоторые носили капюшоны, укреплённые роговыми пластинками, для защиты головы. Всадник был вооружён мечом, контарионом и двумя-тремя метательными копьями (длина каждого не более 90 см). Также они имели большие круглые щиты.
Тем не менее, большинство легковооружённых всадников составляли наёмники из числа тюркоязычных кочевников, имевших собственную военную организацию. С середины XI века большинство наёмников в лёгкой коннице составляли печенеги. Многие из них служили в провинциальных войсках. Их основным оружием был лук. Также печенеги сражались дротиками, саблями, копьями, и небольшими топорами. Кроме того, у них были арканы для стаскивания противника из сёдел. В бою воина прикрывал небольшой круглый щит. Богатые воины носили доспехи пластинчатой конструкции.
Помимо печенегов, в византийской лёгкой коннице служили сельджуки. Их оружием тоже были луки, дротики, мечи, арканы. Большинство воинов не носило доспехов, но были у сельджуков и кольчуги.

## Пехота

### Рекрутирование
На протяжении всей истории Византийской империи требования к качественному составу пехоты значительно менялись. Военные трактаты давали лишь общие наставления: так, пехотинец должен был обладать хорошими физическими данными и покладистым характером, а его возраст не должен был превосходить 40 лет. В начале X века основным источником рекрутов для стандартной фемной армии были стратиотские семьи. Эти воины обязаны были служить в армии в обмен на владение небольшими участками земли — стратиями, которые передавались по наследству. Для поддержания боевой готовности в провинциях регулярно проводились смотры стратиотов. В случае неблагонадёжности бойца его место мог занять другой член его семьи или, в случае его отсутствия, надел мог быть временно или навсегда передан другому воину. Для пополнения пехотных подразделений постоянной армии-тагматы привлекались различные источники военной силы. Частично это были небогатые молодые люди, для которых служба в армии открывала привлекательные жизненные перспективы. Для службы в постоянных пеших войсках привлекались также иностранные воины, из которых не все являлись наёмниками в строгом смысле слова, так как длительное проживание в пределах империи позволяло им органично и прочно войти в военную систему Византийской империи. В числе прочих среди них были армяне, грузины, болгары, а также русы.
Для пополнения подразделений лёгкой пехоты (псилои) — лучников, пращников и метателей дротиков — при наборе воинов предъявлялись куда меньшие требования. Для службы в этих войсках требовались лишь минимальные профессиональные навыки. Несмотря на то, что определённый процент этих солдат всегда имелся в частях постоянной армии, главным образом этих людей набирали в случае необходимости из выходцев низших слоёв византийского общества. В мирной жизни эти воины занимались низкооплачиваемой и низкоквалифицированной работой. Часть функций вспомогательных войск, выполнявших небоевые задачи (например, охрана и сопровождение обоза), исполняли юноши из семей стратиотов, которых не могли призвать в армию по причине юного возраста. Кроме того, многие семьи стратиотов специально специализировались на несении службы во вспомогательных войсках.

### Организация и тактика

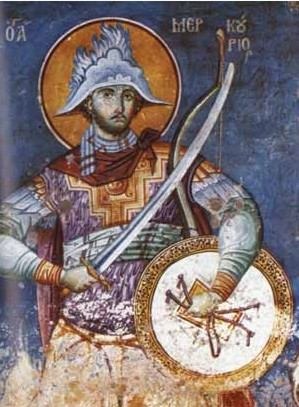
Св. Меркурий. Фреска

Стандартной единицей организации пехоты была хилиархия — подразделение, состоявшее из 1000 воинов (650 скутатов и 350 токсатов). Во время боя пехота строилась плотной фалангой в 15—20 рядов глубиной. Воины первой линии были вооружены копьями. Первые четыре линии состояли из скутатов, последние три — из токсатов. В поздней империи 3—4 хилиархии образовывали тагму. Хилиархии сохранялись вплоть до падения империи. Хилиархии располагались в центре боевого построения и с флангов прикрывались конницей. Во время боя в обязанности пехоты входило отражение фронтального удара противника, в то время как конница должна была окружить врага с флангов.
Стандартные построения пехоты выглядели следующим образом:
- Фаланга (обычно 8 рядов глубиной), использовавшаяся для отражения удара конницы или пехоты противника.
- Клин (использовался для прорыва построения противника).
- Построение черепахой (аналогичное построение использовалось и римскими легионерами) для отражения метательных снарядов противника.
- Построение, при котором впереди и позади располагались по 4 шеренги тяжёлой пехоты, а в середине находились 4 шеренги лучников.

### Тяжёлая пехота
См. скутаты

### Лёгкая пехота
Лёгкая пехота византийской армии была представлена токсотами — лучниками и псилами (псилоями) — метателями дротиков. В каждой хилиархии (подразделении численностью 1000 человек) они составляли последние 3 линии построения. Эти солдаты были высококвалифицированными лучниками. Эти части комплектовались выходцами из Малой Азии. Их вооружение состояло из сложносоставного лука, кавадиона (стёганого ватного кафтана), спаты или небольшого топора (тзикуриона) для ближнего боя.

### Наёмные регулярные войска

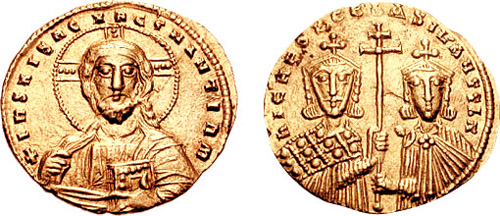
Монета Василия II, основателя варяжской гвардии

С IX века константинопольские императоры нанимали как «русов» (росов), так и «варягов» в свою армию. Византийских варягов, в отличие от русских, обычно более уверенно отождествляют со скандинавами. Варяжская гвардия была одним из трёх крупнейших «варварских» (иноземных) воинских соединений Византии. После того, как русские князья стали препятствовать проходу новых варягов через свои земли, наёмники стали прибывать из Скандинавии (а также из временно завоёванных викингами Нормандии и Англии) в Византию через Средиземное море. Один из норвежских королей Харальд III Хардроде в молодости служил в варяжской гвардии и дослужился там до чина аколитос. Варяжская гвардия храбро обороняла Константинополь от крестоносцев в 1204 году и была разгромлена при взятии города.

## Флот

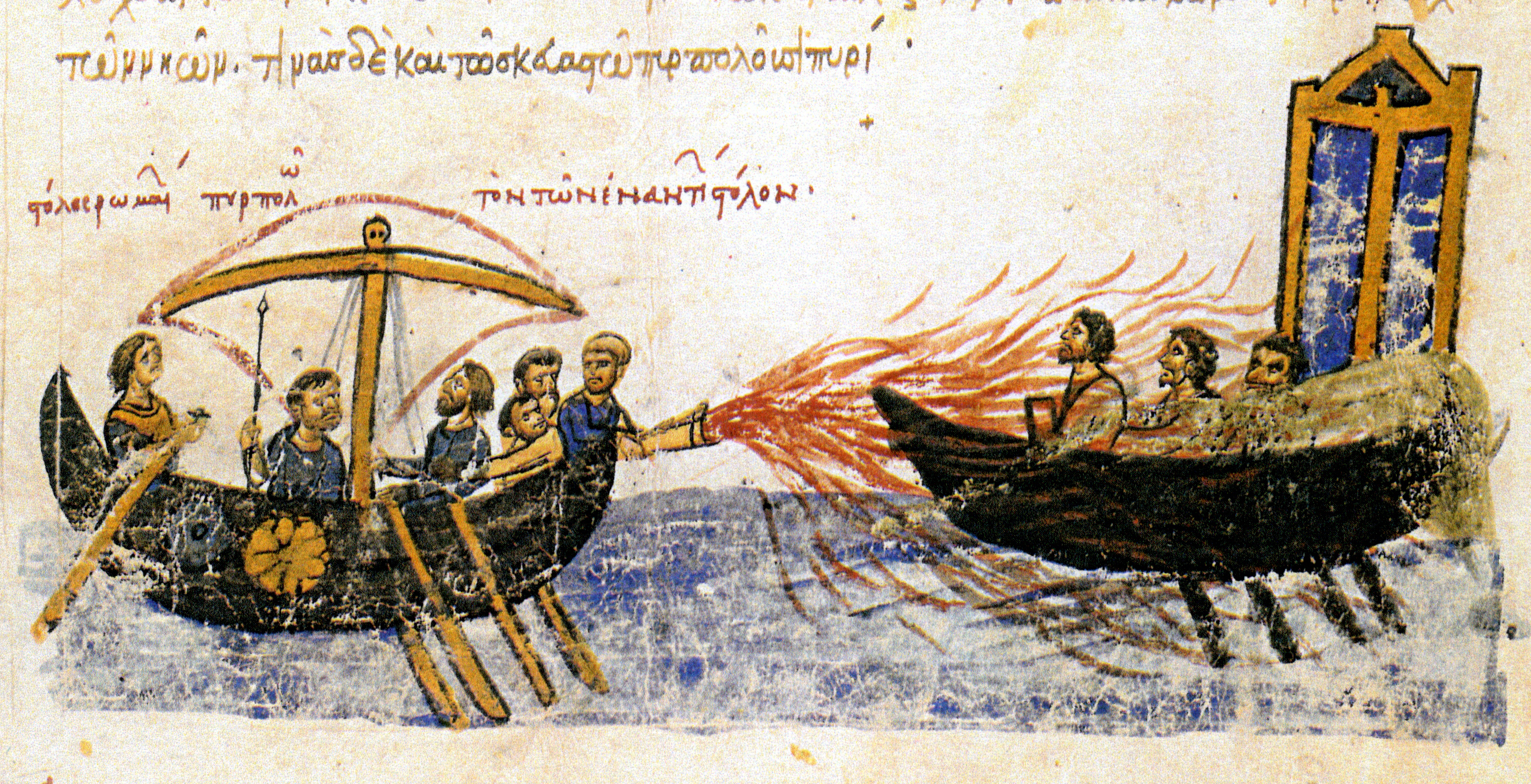
Использование Греческого огня. Миниатюра из Мадридского списка «Хроники» Иоанна Скилицы. XII в.

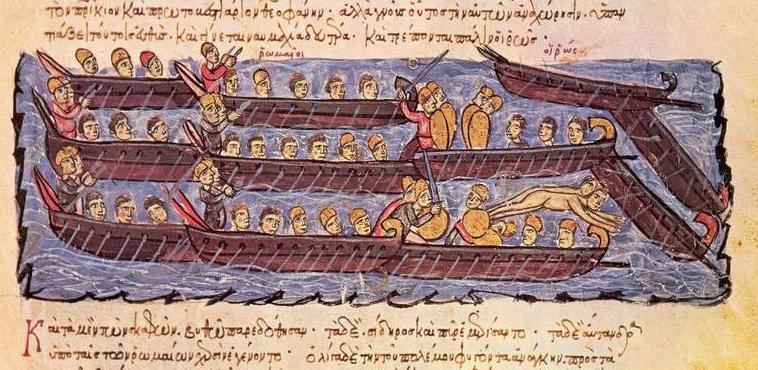
Византийский флот отражает нападение русов на Константинополь в 941 году. Миниатюра из Мадридского списка «Хроники» Иоанна Скилицы

В отличие от старой римской армии в византийской армии сильно возрастает значение флота, которому изобретение «греческого огня» помогает завоевать господство в море. Однако византийский флот постепенно приходил в упадок, начиная с X века. Некоторый подъём он испытал во время реформ императора Алексея Комнина. Основной военно-морской базой Византии была Кибартская фема. Главным поставщиком кораблей и моряков была Анатолия. В VII веке основным типом корабля была небольшая быстроходная галера с двумя рядами вёсел, двумя мачтами и двумя парусами. Наиболее мощным оружием боевого корабля был греческий огонь. На палубе, помимо матросов, располагался отряд пехоты численностью 200—300 воинов. Основным типом тяжёлого боевого корабля был дромон. Корабли и моряков Византии поставляли итальянские морские республики. При Мануиле I флот вновь был возрождён. В его состав входили 12 больших боевых кораблей, 150 галер и 60 транспортных судов. В дальнейшем флот постепенно разлагался. В 1196 году Византия располагала всего 30 действующими галерами. Но уже в 1261 году с освобождением Константинополя флот по распоряжению императора Михаила VIII начали отстраивать заново, и к 1283 году он насчитывал уже 80 боевых кораблей. В дальнейшем флот по большей части состоял из нанятых итальянских кораблей.
Фортида — военный грузовой корабль; служил для перевозки продовольствия и снаряжения.
На византийских кораблях служили несколько категорий моряков: газмулы (выходцы из смешанных греко-латинских семей), а также цаконы и просаленты (местные жители). Цаконы были матросами, просаленты — гребцами.

## Вооружение

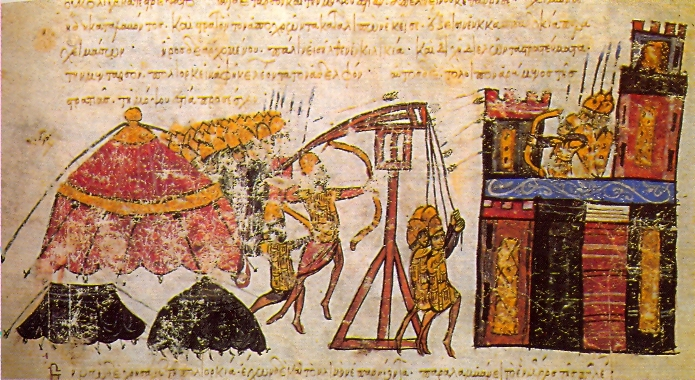
Византийский осадный камнемёт. Миниатюра из Мадридского списка «Хроники» Иоанна Скилицы. XII в.

Вооружение византийской армии сформировалось под влиянием римской военной традиции, значительно дополнившись ближневосточными образцами оружия и доспехов ввиду тесного взаимодействия культур. Также византийское оружие испытывало сильное влияние со стороны Европы (в частности, Италии) и турок-османов. Так, с течением времени были заимствованы кавалерийские булавы и композитные луки. Тем не менее, вооружение византийцев имело и собственные оригинальные черты. Характерной чертой византийских доспехов были птериги (кожаные полосы на плечах и поясах). В XII—XIII вв. самым распространённым доспехом была кольчуга, хотя византийские воины продолжали носить ламеллярные и чешуйчатые панцири. С течением времени позднеримские образцы ламеллярной брони претерпели значительные изменения и приобрели самобытные оригинальные черты. Под доспехи обычно надевалась шерстяная или хлопковая одежда. Мечи были самых разных типов: воины использовали мечи прямой и изогнутой формы, одноручные и двуручные. Типичные римский гладиус в VII веке был вытеснен длинным мечом спатой, которым сражались как пехотинцы, так и всадники. К X веку был известен другой тип меча изогнутой формы, применявшийся кавалеристами. Мечи носили на поясном или наплечном ремне. Пехотинцы и всадники использовали длинные копья для ближнего боя и короткие дротики для метания. Пехотное копьё контарион в X веке достигало 4-4,5 метра в длину, менавла — 2,7-3,6 м.
Тяжеловооружённый пехотинец-скутат был облачён в пластинчатый ламеллярный панцирь-кливанион, защищён овальным щитом-скутумом и шлемом, а сражался длинным копьём, тяжёлым мечом-спатой или лёгким однолезвийным мечом-парамерионом. Наручи и поножи, использовавшиеся для дополнительной защиты, были редкостью. Щиты делались из мягкого и лёгкого дерева. До конца XIII века большинство щитов имело продолговатую каплевидную форму. Мечи были аналогичны западноевропейским. Пельтасты (промежуточное звено между тяжёлой и лёгкой пехотой) были вооружены дротиками, копьями и мечами и защищались круглыми щитами. Доспехи их состояли из стёганой куртки. Лёгкие пехотинцы-псилы были вооружены лишь луками или пращами. Пехота византийской армии периода упадка теряет свои боевые качества, основная часть пехотинцев лишается тяжёлого вооружения. Основным доспехом лёгкой пехоты был кожаный панцирь.
Катафракты, основной вид византийской тяжёлой кавалерии, были облачены в прочные панцири, дополненные шлемами, наручами и поножами и сражались копьями, луками и мечами. Дополнительно всадники-катафракты были защищены щитами различной формы. Лёгкие кавалеристы не носили доспехов и были защищены лишь щитами. В бою они пользовались мечами, копьями, луками и дротиками. Некоторые тяжёлые конники имели булавы. Солдаты наёмных подразделений (конных или пеших) вооружались соответственно своей военной традиции.